# 波洲镇
波洲镇是中华人民共和国湖南省怀化市新晃侗族自治县下辖的一个乡镇级行政单位。

## 行政区划
波洲镇下辖以下地区：
波洲社区、炉冲村、长塘坪村、红岩村、瓦屋坡村、花草溪村、小竹溪村、波洲村、暮山坪村、江口村、苗冲村、田垄头村和杉木塘村。

## 历史
中华民国时期，它是新晃县第二大商业重镇。
1956年，波洲乡设立。1985年升格为波洲镇。

## 地理
波洲镇在新晃侗族自治县东北部，北面是贵州省铜仁市，东面是芷江侗族自治县，西方是晃州镇，西南方是禾滩镇，东南是步头降苗族乡。
波洲镇最高点是大洞坡，海拔850米。
㵲阳河流经波洲镇。

## 交通
320国道从东西方穿过波洲镇。
沪昆客运专线从东北至西南穿过波洲镇。